# Matheus Nascimento
Matheus Nascimento de Paula, noto semplicemente come Matheus Nascimento (Rio de Janeiro, 3 marzo 2004), è un calciatore brasiliano, attaccante dei LA Galaxy, in prestito dal Botafogo.

## Biografia
Nell'ottobre del 2021, è stato inserito dal quotidiano britannico The Guardian nella loro lista annuale delle 60 migliori giovani promesse al mondo.

## Caratteristiche tecniche
È un attaccante completo, in grado di usare entrambi i piedi (anche se preferisce usare il destro) e svariare su tutto il fronte offensivo. Trova la sua collocazione ideale come centravanti in un tridente offensivo. È tenuto in notevole considerazione per il suo senso della posizione, la sua intelligenza tattica, la sua eleganza nei movimenti e l'ottimo fiuto del gol.
Per le sue caratteristiche, nonché per la somiglianza fisica, è stato paragonato da molti a Edinson Cavani, di cui, per altro, si è dichiarato un ammiratore.

## Carriera

### Club
Nato a Rio de Janeiro, una delle città più grandi e importanti del Brasile, a otto anni Matheus Nascimento ha iniziato a giocare nella Trops, un centro di formazione giovanile con sede a Niterói, nell'area metropolitana di Rio. Qui, è stato notato dagli osservatori del Botafogo, con cui la scuola calcio collaborava già da tempo, e ha dunque fatto il suo ingresso nel vivaio del Fogão nel 2015.
Dopo essersi fatto notare in breve tempo in diverse formazioni del settore giovanile, con cui aveva messo a segno più di 150 reti, nel giugno del 2020 Nascimento ha firmato il suo primo contratto professionistico con il Botafogo, di durata triennale e con una clausola rescissoria del valore di 50 milioni di euro. Unitosi alla prima squadra subito dopo, l'attaccante ha esordito fra i professionisti il 6 settembre seguente, nell'incontro di Série A pareggiato per 2-2 contro il Corinthians, diventando a 16 anni e 187 giorni il più giovane debuttante nella storia del club carioca. Ha quindi giocato diverse partite nella fase finale della stagione, che però ha visto la sua squadra concludere all'ultimo posto in campionato e, quindi, retrocedere nel campionato cadetto nazionale.
Lungo il 2021, nonostante un impiego ridotto nel campionato di Série B, che l'ha comunque visto partecipare alla vittoria finale del Botafogo e al pronto ritorno in massima serie, Nascimento è stato impiegato anche nella coppa nazionale e nel Campionato Carioca: inoltre, in quest'ultima competizione, la punta ha segnato il suo primo gol fra i professionisti il 25 aprile 2021, mettendo a segno l'ultima rete del 4-0 con cui la sua squadra si era imposta sul Macaé.
Nell'edizione successiva del campionato statale, più precisamente l'8 marzo del 2022, l'attaccante ha messo a segno la sua prima doppietta fra i professionisti, realizzando entrambe le reti del successo per 2-0 contro la Nova Iguaçu.

### 2024
Nel 2024, dopo nove partite, ha avuto un infortunio alla coscia destra. In una nota, il Botafogo ha informato che la previsione di rendimento minimo è di quattro mesi.

### Nazionale
Nascimento ha rappresentato il Brasile a diversi livelli giovanili, dall'Under-15 fino all'Under-20.
Il 28 aprile 2023, il selezionatore Ramon Menezes lo convoca nella nazionale Under-20 per il Mondiale di categoria in Argentina.

## Statistiche
Statistiche aggiornate al 22 marzo 2022.

### Presenze e reti nei club
| Stagione        | Squadra         | Campionato      | Campionato | Campionato | Coppe nazionali | Coppe nazionali | Coppe nazionali | Coppe continentali | Coppe continentali | Coppe continentali | Altre coppe | Altre coppe | Altre coppe | Totale | Totale | Totale |
| Stagione        | Squadra         | Comp            | Pres       | Reti       | Comp            | Pres            | Reti            | Comp               | Pres               | Reti               | Comp        | Pres        | Reti        | Pres   | Reti   |        |
| --------------- | --------------- | --------------- | ---------- | ---------- | --------------- | --------------- | --------------- | ------------------ | ------------------ | ------------------ | ----------- | ----------- | ----------- | ------ | ------ | ------ |
| 2020            | Botafogo        | A/RJ+A          | 0+11       | 0+0        | CB              | 0               | 0               |                    | -                  | -                  |             | -           | -           | 11     | 0      |        |
| 2021            | Botafogo        | A/RJ+B          | 10+3       | 1+0        | CB              | 2               | 0               |                    | -                  | -                  |             | -           | -           | 13     | 1      |        |
| 2022            | Botafogo        | A/RJ+A          | 10+0       | 5+0        | CB              | 0               | 0               |                    | -                  | -                  |             | -           | -           | 10     | 5      |        |
| Totale carriera | Totale carriera | Totale carriera | 34         | 6          |                 | 2               | 0               |                    | -                  | -                  |             | -           | -           | 36     | 6      |        |

## Palmarès

### Club

#### Competizioni nazionali
- Campeonato Brasileiro Série B: 1

Botafogo: 2021
- Campionato brasiliano: 1

Botafogo: 2024

#### Competizioni internazionali
- Coppa Libertadores: 1

Botafogo: 2024